# Suzukiski
suzukiski（スズキスキー）は、神奈川県横須賀市出身の音楽家・鈴木隆弘によるソロユニット。

## 経歴
1993年に自主制作盤『thought』でデビュー。その後、TRANSONIC RECORDSでアルバム2枚をリリース。また、TRANSONIC RECORDSを主宰する永田一直とのバンドであるFantastic Explosionとしても活動していた。
1997年には、活動の場をsoup-diskに移し、ソロ活動に専念。オリジナル・アルバムのリリースやリミックスをいくつか手がけている。2006年には、soup-diskから自身のレーベルとなるLOGICを立ち上げ、9作目のアルバムとなる『ozma』をリリース。またOnsa-Recordsから自主制作のCDRアルバムをリリースしている。
スズキスキーの音楽は、親交のあるレイ・ハラカミやASA-CHANG&巡礼などからも支持されている。特にレイ・ハラカミとは仲がよく、レイ・ハラカミのアルバム『lust』のジャケット写真を担当し、翌年にはアルバム『わすれもの』で「きえたこい」を共作している。

## 作品

### オリジナルアルバム
- 自主制作
  - 『thought』（1993年、2003年にsoup-diskから再発）
  - 『big tomorrow』（1994年、2003年にsoup-diskから再発）

- TRANSONIC RECORDS
  - 『waiting』（1995年）
  - 『kamakura』（1996年）

- soup-disk
  - 『joy of running』（1997年）
  - 『message』（1999年）
  - 『utopia』（2001年）
  - 『helix』（2003年）

- logic records
  - 『ozma』（2006年）

- onsa-records（CD-R盤）
  - About My 3（2007年、25枚限定）
  - nozoki ma（2008年）